# 欧家大屋
欧家大屋，位于中国广东省云浮市新兴县新城镇三清观村，为新兴县的一个县级文物保护单位，类型为古建筑，公布时间为1987年12月。
欧家大屋的历史年代为明代。